# Opération Galaxia
L’opération Galaxia (en espagnol : Operación Galaxia) est le nom de code donné à un complot organisé par des éléments militaires contre l'évolution du pouvoir en place, en Espagne, en 1978.

## Contexte
À la fin des années 1970, le processus constitutionnaliste qui se développe dans l'Espagne post-franquiste génère des troubles au sein de l'armée. En septembre 1976, le général Fernando de Santiago y Díaz de Mendívil démissionne de la vice-présidence du gouvernement au lendemain de l’annonce de la loi sur la légalisation des syndicats. En avril 1977, à la suite du massacre d'Atocha perpétré par des militants d'extrême-droite contre des sympathisants communistes, le Parti communiste d'Espagne est légalisé ; cette décision fait réagir les hautes phères du Ministère de l'Armée. Le ministre de la Marine, l'amiral Gabriel Pita da Veiga (en), dernier ministre nommé par Franco lui-même encore en poste, démissionne en signe de protestation, tandis que le Conseil supérieur de l'armée émet une note où il manifeste son désaccord avec cette décision - sans toutefois s'y opposer frontalement. Le pouvoir politique sanctionne les responsables de la publication du document. Si la plupart des cadres de l'armée respectent désormais la transition en cours, et ne tentent pas s'y opposer, certains d'entre eux sont à la fois rétifs à l'ouverture démocratique par principe, étant conservateurs et franquistes, et par intérêt - les militaires et policiers ayant été le bras armé des décisions du pouvoir dictatorial, ils craignent d'en devenir les boucs émissaires.
Dans le même temps, l'Unión Militar Democrática, organisation militaire clandestine militant pour la limitation de l'influence politique de l'armée, annonce sa dissolution au moment de l'organisation des premières élections démocratiques.

## Complot
Son nom vient du fait que les officiers impliqués dans son organisation se réunissent dans la Cafetería Galaxia (maintenant le Café van Gogh) à Madrid, non loin du quartier général de l'armée de l'air, en novembre 1978. Pour arrêter le processus constitutionnaliste qui a lieu en ce moment-là dans l'Espagne post-franquiste, les conjurés imaginent s'emparer du palais de la Moncloa, siège de la présidence du gouvernement, durant l'absence du roi Juan Carlos Ier d'Espagne, qui a prévu un voyage officiel au Mexique. Après la prise du palais, il est prévu de nommer un gouvernement de salut public et d'empêcher l'adoption de la nouvelle constitution, sur laquelle un référendum doit porter le mois suivant.
Les personnes chargées de l'opération sont le lieutenant-colonel Antonio Tejero et le capitaine de police Ricardo Sáenz de Ynestrillas (es), anticommunistes et proches de l'extrême-droite. Un capitaine d'infanterie de la police et un commandant d'infanterie de l'armée, présents lors de la conversation, informent leurs supérieurs du complot, et celui-ci échoue.
Le 8 mai 1980, les deux principaux suspects, Tejero et Ynestrillas, sont jugés. Ils sont salués par des drapeaux franquistes à leur passage, mais aussi insultés, ce qui illustre la division profonde de l'Espagne à l'époque. Le procureur réclame six ans de détention pour Tejero et cinq pour Ynestrillas ; les accusés ne sont toutefois condamnés qu'à respectivement des peines de six et sept mois de prison. Aucun d'eux ne perd son grade de militaire, et Ynestrillas est même promu commandant par la suite. Dès l'année suivante, le 23 février 1981, Tejero mènera une autre tentative de coup d'État.